# Templo de Neptuno (Paestum)
Templo de Neptuno (en italiano: Tempio di Nettuno), a menudo Templo de Poseidón o Templo de Hera II (en griego: Περίπτερος ναός της Ήρας (Ποσειδωνία)), es un antiguo templo griego dedicado a Hera en Poseidonia (Paestum romana), en la Magna Grecia, en la actual Italia. Se construyó en la época griega de la ciudad, en torno a 460-440 a. C.
El templo de era uno de los tres grandes templos de Poseidonia, junto con el Templo de Atenea y el segundo y más antiguo Templo de Hera (a menudo llamado Basílica). En la actualidad, sus ruinas excepcionalmente bien conservadas forman parte del yacimiento arqueológico de Paestum, que forma parte de la lista del Patrimonio de la Humanidad de la Unesco denominada Parque nacional del Cilento y Valle de Diano, con los sitios arqueológicos de Paestum y Velia, y la cartuja de Padula.

## Historia

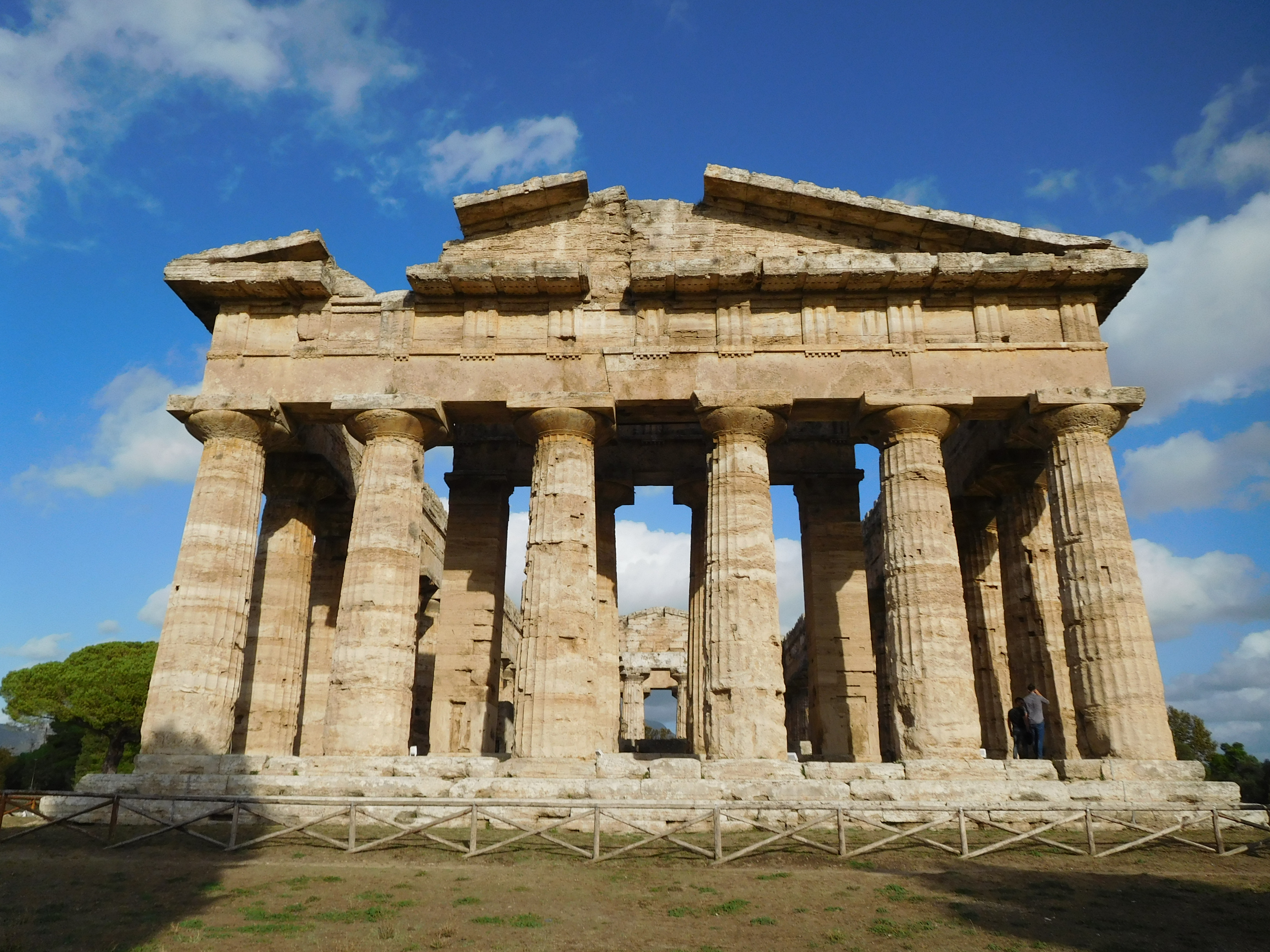
Lado corto del templo.

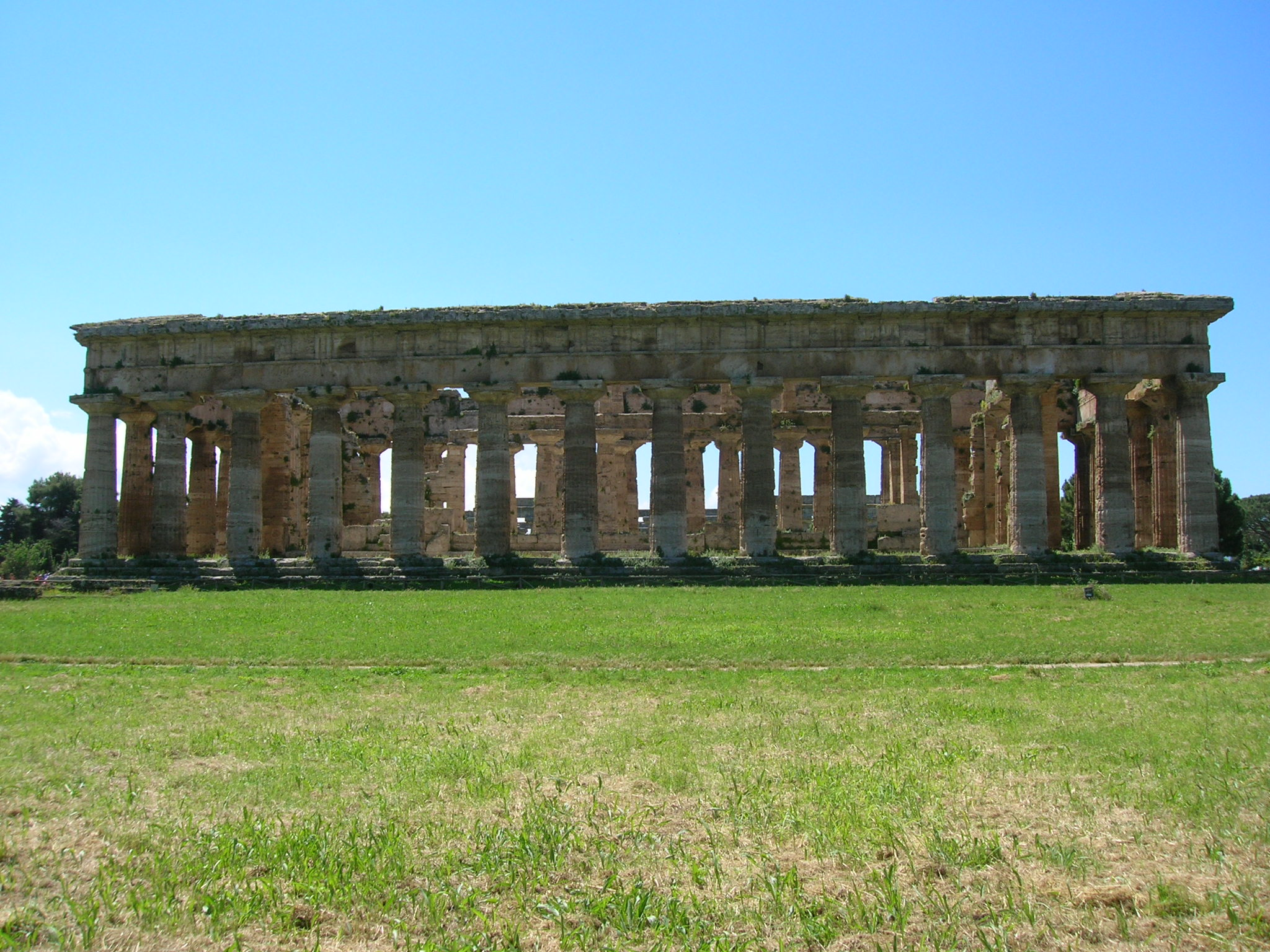
Lado largo del templo.

El templo más septentrional del santuario de Hera es el mayor y mejor conservado de los templos de Poseidonia o Paestum. El templo data de principios del período clásico, en torno a 460-440 a. C. La datación se basa, entre otras cosas, en algunas similitudes con el templo de Zeus Olímpico de Olimpia. que se terminó en el 457 a. C. Otras características han sugerido que era más joven que el Partenón de Atenas, pero esto no es generalmente aceptado. No hay indicios de ninguna renovación posterior del templo, al menos no a gran escala.
El templo era conocido antiguamente como el templo de Neptuno (Poseidón), nombre que usualmente se ultiliza en la actualidad. El nombre se originó, presumiblemente, en el siglo XVIII, cuando los templos de Paestum se hicieron famosos, y deriva del hecho de que durante mucho tiempo se pensó que el templo más grande de la ciudad estaba dedicado a su dios homónimo. Sin embargo, sobre la base de las ofrendas votivas encontradas cerca del templo, se ha llegado a la conclusión de que este templo también estaba dedicado a Hera. Sin embargo, también se ha propuesto que fuera el templo de Zeus y Apolo.
Es el templo griego mejor conservado de Paestum, junto con el  Templo de la Concordia de Agrigento, y el templo griego mejor conservado del mundo, junto con el Templo de Hefesto de Atenas.

## Descripción
Se encuentra en el santuario de Hera de Poseidonia, en la parte sur de la zona urbana y arqueológica. Es el más septentrional de los dos templos de Hera del santuario, y a su sur, más cerca de las murallas de la ciudad, se encuentra el Templo de Hera, a menudo llamado Basílica.
Está construido en la dirección habitual este-oeste. Es de estilo dórico. Es hexástilo, es decir, tiene seis columnas en los lados más cortos, mientras que los lados más largos tienen 14. La altura de las columnas es de unos 8,9 metros y el diámetro en la parte inferior es de unos 2,1 m. Las columnas están separadas unos 4,5 metros. La altura del entablamento (arquitrabe, friso y cornisa) del templo es de unos 3 m. El estilobato mide aproximadamente 24,3 × 59,9 m.
Tenía un pronaos delante y un opistodomos detrás, cada uno con dos columnas (dístilo in antis) delante. El naos de la parte central del templo estaba dividido en una nave principal y dos laterales por dos filas de siete columnas. Encima de estas columnas había otras más pequeñas que sostenían el tejado. El tamaño del naos es de aproximadamente 13,5 × 45,3 m. Una escalera conducía desde el lado derecho de la puerta hasta el tejado, mientras que en el lado izquierdo había una pequeña sala.

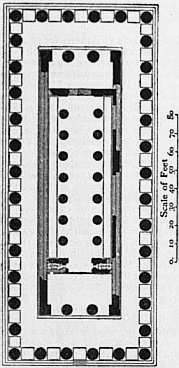
Planta del templo, el extremo este en la parte inferior.

No había decoración escultórica en el templo, ni en el frontón ni en las metopas. Muchas características arquitectónicas, como el número de columnas del lado más largo (14 en lugar de las 13 típicas) y las proporciones, son arcaicas. La impresión arcaica se aligera por el hecho de que se han hecho correcciones ópticas en las proporciones del templo para mejorar la impresión visual. El estilóbato del templo está curvado hacia arriba desde el centro, las cornisas también están ligeramente curvadas, las columnas se inclinan ligeramente hacia dentro, las columnas de las esquinas son elípticas en lugar de redondas, y las columnas de los lados cortos son más anchas que las de los lados largos. Las correcciones ópticas demuestran que el arquitecto estaba familiarizado con la arquitectura manierista de los templos griegos, ya que las mismas correcciones aparecen en el Partenón, entre otros. Además de las correcciones ópticas, el efecto visual también se ve potenciado por el hecho de que la distancia entre las columnas de las esquinas y las columnas adyacentes es menor que la distancia entre las demás columnas, de modo que los triglifos de las esquinas del friso están alineados con la línea central de la columna.
El peristilo se ha conservado en su totalidad y las partes arquitectónicas y superiores también están bien conservadas. Faltan principalmente el tejado del templo, que era de madera, y los muros interiores, que se utilizaron como material de construcción en la Edad Media.
El altar original en el lado este del templo también data del 400 a. C. Fue sustituido en época romana por un altar más pequeño situado más cerca del templo. Cerca de la esquina noreste del templo había un pequeño templo dístilo in antis con su propio altar. Ambos datan de finales del 400 a. C. o principios del 300 a. C. También se han encontrado otros seis templos más pequeños en la zona, todos ellos dedicados a Hera.
En los alrededores del templo se ha encontrado un gran número de estatuas votivas de terracota dedicadas a Hera.